# Триваго
Триваго (на английски: Trivago) е уеб сайт, собственост на компанията Expedia, фокусирана специално в търсенето на хотели. Уеб сайтът Trivago визуализира цени от платформи за хотелски резервации, като Expedia и Booking.com . Базиран в град Дюселдорф, Германия. Когато потребителят въведе своите критерии на търсене (като цена, местоположение, наличие на спа в хотела, престой с домашни любимци, и други), trivago визуализира всички оферти от платформите на търговските посредници Booking и Expedia онлайн и представят на потребителя сравнение на офертите, които отговарят на въведените критерии. Ако потребителят кликне на дадена оферта, търсачката го прехвърля директно към съответния сайт за резервации, откъдето може да бъде запазена офертата и да бъде извършена резервация. Trivago генерира печалба на базата на комисионна за всяка извършена през платформата резервация.

## Компания

### История
trivago е немска компания, идеята за която възниква още през 2004 година.  Компанията стартира официално през 2005 г. и се разпростира из Европа през 2007 г. Разрастването на търсачката обхваща Северна и Южна Америка през 2009 г., а през 2013 г. е добавен и Азиатско-тихоокеанският регион. Днес trivago оперира 45 платформи по света.
На 21 декември 2012 г. Expedia  купува мажоритарен дял от компанията с комбинирана парична и стокова сделка на стойност от 546 млн. долара.

### Мениджмънт
Ролф Шромгенс (Rolf Schromgens) – Продукт, маркетинг и развитие на пазари

Малте Сииверт (Malte Siewert) – Продажби, финанси и бизнес развитие

Петер Виннемайер (Peter Vinnemeier) – Технология

## Продукт

### Сравняване на цените на хотели
Триваго сравнява цените на хотели, както и още други аспекти на хотелското настаняване. Потребителите започват търсенето, като въвеждат град, регион, страна или дори туристическа забележителност, както и датите на настаняване и вида стая. След това, потребителят може да ограничи резултатите от търсенето, използвайки различни критерии като налични хотелски удобства, спортни съоръжения или възможности за провеждането на бизнес събития. Ако са налични, опциите като безжичен интернет, спа, плаж и басейн също могат да бъдат избрани, както и желаното разстояние от дадена точка, като център на града, интересно място или специфичен адрес. Алтернативни хотелски оферти също се предлагат, в случай че търсеният малък град или село не разполага с много хотели или системата не може да удостовери географската информация. Уебсайтът показва на потребителя всички достъпни хотелски оферти, публикувани в платформите за хотелски резервации собственост на Expedia – Hotels.com, Venere.com, Expedia.com и на Priceline Group, сред които Booking.com, Agoda.com, Kayak.com и други, които могат да бъдат резервирани. На тези сайтове за резервации потребителите могат да видят по-подробна информация и да направят своята хотелска резервация.
Сравняването на хотели предлага информация от различни източници, включително и от партньори, потребители и хотелиери. Информацията е събрана, така че потребителят да може да види достъпните сайтове за резервации, цени, мнения, хотелски описания и снимки, както и снимки на дестинации. Хотелските оценки на Триваго се базират не само на външни източници, но и на мненията на потребителите на Триваго, за да се сформира изчерпателна оценка.

### trivago Хотелски мениджър (trivago Hotel Manager)[8]
Сайтът Trivago предлага и платформа за собственици и управители на хотели, чрез която те могат да управляват своето онлайн присъствие в Триваго. Trivago Hotel Manager предлага съвети и инструменти на хотелиерите за увеличаването на видимостта и позицията сред резултатите от търсенето.

### trivago Хотел тест (trivago Hotel Test)[9]
Текущо налична само в Германия, Великобритания, Ирландия, Испания и Италия, услугата trivago Hotel Test е подробна и стандартизирана анкета, попълнена от реални гости и представяща скорошни и безпристрастни хотелски отзиви.

### Хотелски ценови индекс на триваго (trivago Hotel Price Index – tHPI)
Сайтът Trivago е обвиняван за имитиране на конкуренция и нарушаване на европейското законодателство за защита на конкуренцията, а също така за налагане на монополни практики. На своята начална страница сайтът Триваго заявява, че при съпоставяне на цените за хотели използва повече от 250 сайта или платформи за хотелски резервации за сравнение. В действителност всичките тези повече от 250 сайта (бел. платформи за хотелски резервации) са собственост на три търговски посредника: Expedia, притежаваща над 100 сайта или платформи за резервации; Priceline Group, притежаваща над 110 платформи за резервации и Web Reservation International (Hostelworld, Hostelbookers, Hostels.com, Scout24.com и др.), притежаваща повече от 60 платформи и сайта за хотелски резервации. Всички тези повече от 250 сайта за хотелски резервации се управляват от три интерфейса, собственост на трите търговски посредника: Expedia, Priceline Group, Web Reservation International, които не само не гарантират правото на конкуренция, но и активно я ограничават чрез договорни клаузи, задължаващи собствениците на хотели да не предлагат по-ниски цени на нито един от трите търговски посредника. В договорите с хотелиерите (договор с общи условия) и трите търговски посредника Expedia, Priceline Group и Web Reservation International изрично са вписали договорни клаузи, ограничаващи правото на хотелиерите да предлагат по-ниски цени или по-добри условия.

## Работна атмосфера
Служителите в Триваго разполагат с гъвкаво работно време и работят в международна среда (над 60 националности работят под един покрив в централния офис в Дюселдорф) 

## Награди и номинации
- Travel Industry Club – Онлайн Мениджър 2010 – 3-то място – Малте Сииверт[11]
- START AWARD NRW 2009 – Номинация в категория „Иновативна новооткрита компания“ (на английски „Innovative Start-Up“)[12]
- Travel Industry Club Award 2009 – Финалист в Топ 10 „Най-добри практики“ (на английски „Best Practice Award“) [13]
- Travolution Awards 2009 – Списък с финалисти за „Най-добър туристически информационен уеб сайт“ (на английски “Best Travel Information Website")[14]
- Red Herring 100 – Победител 2008[15]
- Europe Innova, инициатива на Европейската комисия – „Предприятия и промишленост“, назовава trivago GmbH като пример за допринасянето към качеството, достъпно в туристическата индустрия, както и за модернизирането и подкрепянето на местния пазар на труда.[16]